# Advokatfiskal
Advokatfiskal är i Sverige numera en tjänstekategori vid Kammarkollegiet. 
Advokatfiskaler arbetar bland annat med bevakning av Allmänna arvsfondens rätt i vissa dödsbon, permutation av stiftelser, frågor om rikets indelning och tillsyn över beslut om stämpelskatt. En advokatfiskal ska vara lagfaren, det vill säga inneha juristexamen eller, i sällsynta fall, motsvarande godkänd kompetens.
Tidigare har advokatfiskal varit ett ämbete vid hovrätterna, Kammarkollegiet samt Kammarrätten. En advokatfiskal utövade tillsyn och kontroll över personalen, såväl vid den egna domstolen eller verket som vid underlydande domstolar och verk. Således kontrollerade en advokatfiskal vid en hovrätt att underställda häradsrätter fullföljde sina arbetsuppgifter. En advokatfiskal hade rätt att väcka åtal om han ansåg att en person, som han hade tillsyn över, hade visat försummelse eller begått brott i tjänsten. Advokatfiskalerna vid Kammarkollegiet hade att bevaka kronans rätt.